# Желтауський сільський округ
Желта́уський сільський округ (каз. Желтау ауылдық округі, рос. Желтауский сельский округ) — адміністративна одиниця у складі Каргалинського району Актюбінської області Казахстану. Адміністративний центр та єдиний населений пункт — село Петропавловка.
Населення — 2453 особи (2021; 1945 у 2009, 2111 у 1999, 1950 у 1989).
Станом на 1989 рік існувала Петропавловська сільська рада (село Петропавловка) колишнього Актюбінського району. При перетворенні сільських рад у сільські округи, Петропавловська та сусідня Александровська сільські ради утворили Желтауський сільський округ. 1997 року він був переданий до складу Каргалинського району. 2023 року зі складу округу було відокремлено сільську адміністрацію Шамші Калдаякова.